# Décès en juillet 1937
Décès
- 1933
- 1934
- 1935
- 1936
- 1937
- 1938
- 1939
- 1940
- 1941

Pour une information complémentaire, voir la page d'aide.

| Date       | Nom                   | Pays              | Activités              | Âge | Source |
| ---------- | --------------------- | ----------------- | ---------------------- | --- | ------ |
| 13 juillet | Evgueni Preobrajenski | Drapeau de l'URSS | Économiste soviétique. | 51  |        |